# Longdorhoogte
De Longdorhoogte (Russisch: Лонгдорское поднятие; Longdorskoje podnjatieje) is een hoogland in het noorden van de regio Transbaikal in de Zuid-Siberische gebergtes. Het ligt op de grens van de Russische kraj Transbaikal (noorden) met de oblast Irkoetsk (oosten). De hoogte is vernoemd naar de bergtop Longdor in het Hoogland van Patom.

## Geografie
Het vormt de geomorfologische verbinding tussen het zuidwestelijke deel van het Hoogland van Patom en de bergketen Kodar. Het loopt grofweg van noord naar zuid als een waterscheiding tussen de rivieren Vitim en Netsjera in het westen en de rivier de Tsjara in het oosten. De hoogte strekt zich over een lengte van ongeveer 150 kilometer en een breedte van 20 tot 40 kilometer vanaf het Oronmeer (met de erin stromende rivier Sygykta) in het zuiden tot de middenloop van de rivier de Balboechta en de noordzijde van de berg Longdor in het noorden uit. De hoogte varieert van 1500 tot 1900 meter en bedraagt maximaal 2148 meter. De hoogste bergtoppen liggen in het zuidelijke deel. Het bergmassief wordt gekenmerkt door steile hellingen met stone rivers (koeroemy) en rotsachtige buttes.
De formatie werd hoofdzakelijk gevormd tijdens het Vroeg-Archeïcum. In hogere delen van de riviervalleien bevinden zich restanten van vroegere Pleistocene ijstijden.
Het landschap bestaat vooral uit bergtaiga, pre-alpiene bossen en goltsy.